# Гейларис
Гейларис (Гейлар; ванд. Geîlaris, лат. Geilaris, греч. Γείλαρης; около 451, Северная Африка — 483) — принц вандалов, он был третьим сыном принца Гентона. Гейларис был внуком короля вандалов и аланов Гейзериха и отцом последнего короля вандалов, Гелимера.

## Биография
Гейларис родился в 451 году в Северной Африке.
Член королевской семьи вандалов-хасдинги, он отец Гелимера, Амматы, Цазо и еще одной неизвестной по имени дочери.
Он умер в 483 году.